# Fünf-Gewürze-Pulver

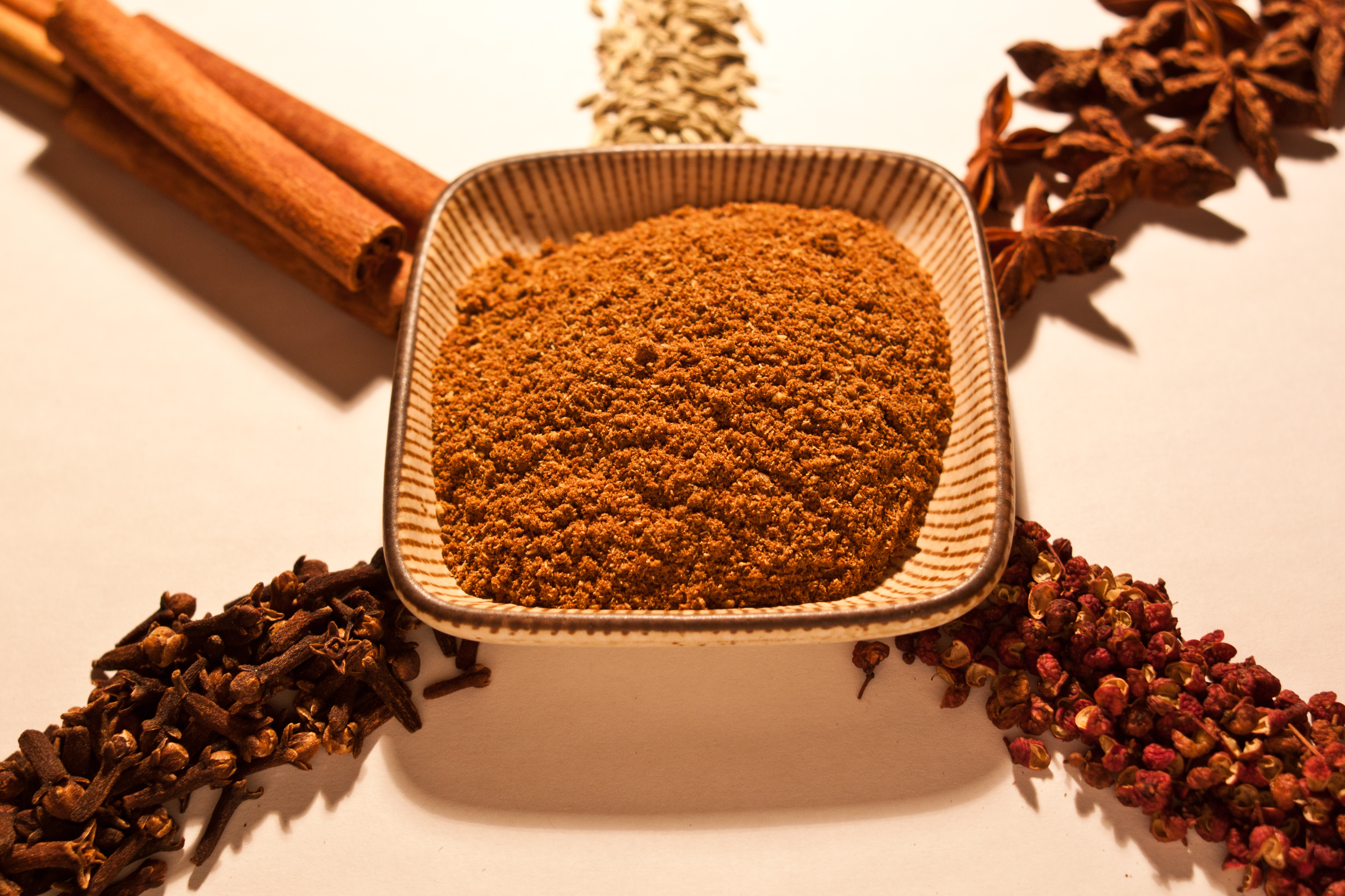
Fünf-Gewürze-Pulver in der Mitte und die ungemahlenen Bestandteile außen. Im Uhrzeigersinn von oben: Fenchel, Sternanis, Szechuanpfeffer, Nelken, Zimt.

Das Fünf-Gewürze-Pulver (chinesisch 五香粉, Pinyin wǔxiāngfěn, Jyutping ng5hoeng1fan2, englisch five-spice powder, five spices, viet. (Bột) Ngũ vị hương) ist eine klassische chinesische Gewürzmischung, die in der chinesischen Küche sowie anderen ostasiatischen Küchen Verwendung findet. Diese Grundgewürzmischung besteht aus den folgenden fünf Zutaten:
1. Echter Sternanis
2. Szechuanpfeffer („japanischer Pfeffer“)
3. Zimtkassie
4. Fenchelsamen
5. Gewürznelke

Die Zutaten werden zusammen gemahlen und beispielsweise zum Marinieren von Fleisch, Geflügel oder Fisch eingesetzt. Der Sternanis liefert das stärkste Aroma der Mischung. Die Zusammensetzung der Gewürzmischung ist nicht starr. Als Variationen können außerdem weitere Gewürze wie zum Beispiel grüner Kardamom oder Ingwer enthalten sein.